# Orthopsyche schefterae
Orthopsyche schefterae là một loài Trichoptera trong họ Hydropsychidae. Chúng phân bố ở miền Australasia.